# 掇拾雜記

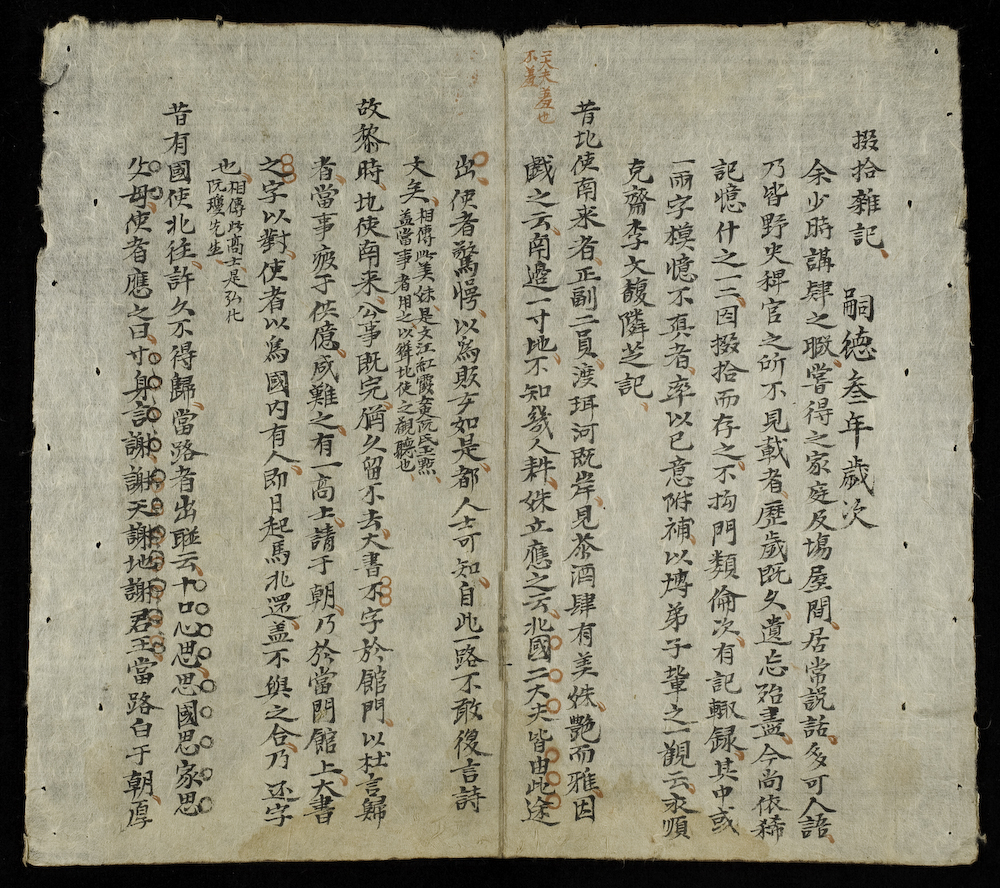
《掇拾雜記》書影

《掇拾雜記》，越南漢文史籍，由阮朝官員兼作家李文馥撰，記錄文人間的詩文、聯語的趣事逸談，這些資料由作者與人交談所得，「掇拾而存之」，對越南古代文學具有研究價值。

## 本書的編撰
本書的作者李文馥（1785年—約1849年），阮朝時期官員，曾在翰林院、禮部、廣義鎮、廣南營、戶部、工部、禮部等歷任官職，奉命到過小西洋、南海、中國等地，見聞甚豐，史稱他「所歷非一」，且「有文名」。《掇拾雜記》的編寫，據序文所述，是作者自少時在學習之暇，從「家庭及場屋間居常說話」，這些談話內容「多可人語，乃皆野史稗官之所不見載者」。李文馥擔心這些聽聞「歷歲既久，遺忘殆盡」，便趁「今尚依稀記憶什之一二，因掇拾而存之，不拘門類倫次，有記輙錄」。有時雖記憶不清，亦「以己意附補」，於是完成此書。
《掇拾雜記》寫成的時間，據序文所載是在「嗣德叁年」，即1850年。然而阮朝官修史書《大南實錄·大南列傳正編第二集》裡提到在1849年（嗣德二年），李文馥「擢光祿寺卿，尋卒」，後世據此史文，一般認為李文馥卒於該年。學者陳慶浩對此提出質疑，認為既然在《掇拾雜記·序》裡說本書寫於嗣德三年，李文馥卒年應在此年之後。

## 內容篇幅
《掇拾雜記》的內容，記錄李文馥所聴聞的越南文人間的詩文、對聯趣事等等。全書篇幅如下：
- 序
- 昔北使南來者正副二員
- 故黎時北使南來
- 昔有國使北往
- 紡絲女白氏者
- 有家奴色美
- 有士子遊學長安
- 寺有老僧
- 行客有日暮至關者
- 素業把令司者
- 官二千石者出諸途
- 寺僧楹聯
- 昔有夫妻二人
- 閒軒有聯
- 乂安進士裴公仕暹登第時
- 清池參從裴公輝璧為諸生時
- 慈廉國老阮公貴德
- 學場先生講到「誨女知之」章
- 一士者與農者為友
- 有文士屢試不第
- 殘臈有聯
- 客來拜新年
- 風水師自詣屠家
- 日有并明分晝夜
- 北使二員同住公館
- 故黎時偽賊阮有俅者
- 大蒜社某先生才學宏博
- 青鳥家與吃素者善
- 榜眼某公
- 新婦初嫁
- 出猜令者曰
- 明嘉靖間
- 夜渡船
- 賈人子請媼婆為其妻護產
- 又有當官而聾者
- 妓女還良
- 僧與妓狎
- 錦緞店與當錢店對門
- 涵泳窗琴情靜性
- 醫出遇少女
- 春夏秋冬此四時
- 雅言詩書執禮

除上列各篇外，各種抄本還附錄有不同的李文馥作品。如越南國家圖書館的藏本「R.92」，附有《二氏耦談記》、《附國音雜記》、《附國音原作》（內收《西海行舟賦》、《舟回阻風嘆》、《舟回自述》、《不風流傳》）、《使程便覽曲》（附《南關至燕京總歌》）等。
另一個藏於漢喃研究院的抄本「AB.132」,由五種圖書組成，其一為三十篇越南人物的漢文小傳，主要為擅長字義、詩文、對答者﹔其二為若干喃文傳，如《貧士討米》等﹔三為喃文散文，如《游船賦》、《回舟阻嘆》及《不風流傳》；其四為《二十四孝演歌》；其五為《婦箴便覽》。

## 評價
《掇拾雜記》的研究價值，據學者陳慶浩指出，此書載有古時越南文人間的作品，因而「可視為民間文學的資料」。

## 流傳情況
《掇拾雜記》寫成後，流傳於世的主要抄本有二，一本藏於越南國家圖書館，當中附有其他李文馥的作品，並在內文裡有硃墨眉批和圈點，抄錄甚為細心。另一抄本為漢喃研究院所藏，亦附有其他李文馥作品。現代校點本方面，有陳慶浩校點本，由上海古籍出版社出版。

## 引用來源
1. 1 2  《大南實錄·大南列傳正編第二集·諸臣列傳·李文馥傳》，茲參考許文堂、謝奇懿編《大南實錄清越關係史料匯編》，中央研究院東南亞區域研究計畫，504頁。
2. ↑  李文馥《掇拾雜記·序》，收錄於孫遜、鄭克孟、陳益源主編《越南漢文小說集成》第十六冊，上海古籍出版社，55頁。
3. 1 2 3  《掇拾雜記》陳慶浩《提要》，收錄於孫遜、鄭克孟、陳益源主編《越南漢文小說集成》第十六冊，上海古籍出版社，51頁。
4. ↑  《掇拾雜記》陳慶浩《提要》，收錄於孫遜、鄭克孟、陳益源主編《越南漢文小說集成》第十六冊，上海古籍出版社，49頁。
5. 1 2  .   [2014-10-04]. （原始内容存档于2014-10-06）.
6. ↑  《掇拾雜記》陳慶浩《提要》，收錄於孫遜、鄭克孟、陳益源主編《越南漢文小說集成》第十六冊，上海古籍出版社，49─50頁。
7. ↑  《掇拾雜記》陳慶浩《提要》，收錄於孫遜、鄭克孟、陳益源主編《越南漢文小說集成》第十六冊，上海古籍出版社。